# Moanda (República Democrática del Congo)
Moanda o Muanda es una ciudad y territorio en la costa de Océano Atlántico de la República Democrática de Congo en la boca del Río de Congo. Está situado en Bajo Congo , y tiene una población de 50,000. La ciudad tiene un aeropuerto, IATA Código FZAG (05°55′51″S 012°21′06″E / -5.93083, 12.35167  /  / -5.93083; 12.35167), es sabido para sus playas, y tiene unas cuantas instalaciones turísticas limitadas, pero el turismo es incidental a las actividades económicas principales de la ciudad.
La ciudad de Muanda está a 8 kilómetros (5.0 mi) del norte-del oeste del puerto pequeño de Banana en la boca del Congo, y a 6.5 kilómetros (4.0 mi) al sureste de Punto Kipundji. La terminal de Moanda de aceite, constando de varias plataformas, tuberías y una permanente cisterna, a 10 suroeste de millas de Punto Kipundji. A aproximadamente 100 km río arriba de Muanda, en el banco del norte del Río de Congo, a la ciudad de Boma, la segunda ciudad-puerto de la R.D.C.. La anchura y grande y la profundidad del Río de Congo deja barcos embarcados para lograr Boma y el puerto más grande, Matadi, a pesar de su distancia de la costa.

## Clima
Köppen-Geiger Sistema de clasificación del clima clasifica su clima como tropical mojado y seco (Aw).
| Parámetros climáticos promedio de Moanda (altitude: 31m) | Parámetros climáticos promedio de Moanda (altitude: 31m) | Parámetros climáticos promedio de Moanda (altitude: 31m) | Parámetros climáticos promedio de Moanda (altitude: 31m) | Parámetros climáticos promedio de Moanda (altitude: 31m) | Parámetros climáticos promedio de Moanda (altitude: 31m) | Parámetros climáticos promedio de Moanda (altitude: 31m) | Parámetros climáticos promedio de Moanda (altitude: 31m) | Parámetros climáticos promedio de Moanda (altitude: 31m) | Parámetros climáticos promedio de Moanda (altitude: 31m) | Parámetros climáticos promedio de Moanda (altitude: 31m) | Parámetros climáticos promedio de Moanda (altitude: 31m) | Parámetros climáticos promedio de Moanda (altitude: 31m) | Parámetros climáticos promedio de Moanda (altitude: 31m) |
| Mes                                                      | Ene.                                                     | Feb.                                                     | Mar.                                                     | Abr.                                                     | May.                                                     | Jun.                                                     | Jul.                                                     | Ago.                                                     | Sep.                                                     | Oct.                                                     | Nov.                                                     | Dic.                                                     | Anual                                                    |
| -------------------------------------------------------- | -------------------------------------------------------- | -------------------------------------------------------- | -------------------------------------------------------- | -------------------------------------------------------- | -------------------------------------------------------- | -------------------------------------------------------- | -------------------------------------------------------- | -------------------------------------------------------- | -------------------------------------------------------- | -------------------------------------------------------- | -------------------------------------------------------- | -------------------------------------------------------- | -------------------------------------------------------- |
| Temp. máx. media (°C)                                    | 31.3                                                     | 31.3                                                     | 32.1                                                     | 31.9                                                     | 30.8                                                     | 28.1                                                     | 26.3                                                     | 26.3                                                     | 28.1                                                     | 30.2                                                     | 30.3                                                     | 31.1                                                     | 29.8                                                     |
| Temp. media (°C)                                         | 26.8                                                     | 26.8                                                     | 27.4                                                     | 27.2                                                     | 26.3                                                     | 23.4                                                     | 21.7                                                     | 21.8                                                     | 23.8                                                     | 26.2                                                     | 26.3                                                     | 26.8                                                     | 25.4                                                     |
| Temp. mín. media (°C)                                    | 22.4                                                     | 22.4                                                     | 22.7                                                     | 22.6                                                     | 21.8                                                     | 18.7                                                     | 17.2                                                     | 17.4                                                     | 19.5                                                     | 22.2                                                     | 22.4                                                     | 22.5                                                     | 21                                                       |
| Precipitación total (mm)                                 | 81                                                       | 132                                                      | 145                                                      | 166                                                      | 59                                                       | 0                                                        | 0                                                        | 1                                                        | 6                                                        | 29                                                       | 127                                                      | 87                                                       | 833                                                      |
| Fuente: Climate-Data.org                                 |                                                          |                                                          |                                                          |                                                          |                                                          |                                                          |                                                          |                                                          |                                                          |                                                          |                                                          |                                                          |                                                          |

| Parámetros climáticos promedio de Moanda (altitude: 32m) | Parámetros climáticos promedio de Moanda (altitude: 32m) | Parámetros climáticos promedio de Moanda (altitude: 32m) | Parámetros climáticos promedio de Moanda (altitude: 32m) | Parámetros climáticos promedio de Moanda (altitude: 32m) | Parámetros climáticos promedio de Moanda (altitude: 32m) | Parámetros climáticos promedio de Moanda (altitude: 32m) | Parámetros climáticos promedio de Moanda (altitude: 32m) | Parámetros climáticos promedio de Moanda (altitude: 32m) | Parámetros climáticos promedio de Moanda (altitude: 32m) | Parámetros climáticos promedio de Moanda (altitude: 32m) | Parámetros climáticos promedio de Moanda (altitude: 32m) | Parámetros climáticos promedio de Moanda (altitude: 32m) | Parámetros climáticos promedio de Moanda (altitude: 32m) |
| Mes                                                      | Ene.                                                     | Feb.                                                     | Mar.                                                     | Abr.                                                     | May.                                                     | Jun.                                                     | Jul.                                                     | Ago.                                                     | Sep.                                                     | Oct.                                                     | Nov.                                                     | Dic.                                                     | Anual                                                    |
| -------------------------------------------------------- | -------------------------------------------------------- | -------------------------------------------------------- | -------------------------------------------------------- | -------------------------------------------------------- | -------------------------------------------------------- | -------------------------------------------------------- | -------------------------------------------------------- | -------------------------------------------------------- | -------------------------------------------------------- | -------------------------------------------------------- | -------------------------------------------------------- | -------------------------------------------------------- | -------------------------------------------------------- |
| Temp. máx. media (°C)                                    | 31.4                                                     | 31.5                                                     | 32.2                                                     | 32.1                                                     | 31                                                       | 28.2                                                     | 26.5                                                     | 26.4                                                     | 28.4                                                     | 30.4                                                     | 30.4                                                     | 31.4                                                     | 30                                                       |
| Temp. media (°C)                                         | 26.8                                                     | 26.9                                                     | 27.3                                                     | 27.3                                                     | 26.3                                                     | 23.4                                                     | 21.8                                                     | 21.8                                                     | 23.9                                                     | 26.3                                                     | 26.3                                                     | 26.9                                                     | 25.4                                                     |
| Temp. mín. media (°C)                                    | 22.3                                                     | 22.4                                                     | 22.5                                                     | 22.6                                                     | 21.7                                                     | 18.8                                                     | 17.2                                                     | 17.3                                                     | 19.4                                                     | 22.2                                                     | 22.3                                                     | 22.4                                                     | 20.9                                                     |
| Precipitación total (mm)                                 | 77                                                       | 129                                                      | 139                                                      | 168                                                      | 60                                                       | 0                                                        | 0                                                        | 1                                                        | 6                                                        | 28                                                       | 125                                                      | 87                                                       | 820                                                      |
| Fuente: Climate-Data.org                                 |                                                          |                                                          |                                                          |                                                          |                                                          |                                                          |                                                          |                                                          |                                                          |                                                          |                                                          |                                                          |                                                          |